# Cojoba arborea
El frijolillo, coralillo o aguacillo (Cojoba arborea) es un árbol de la familia Fabaceae. Otros de sus nombres comunes en México son: ítil (norte de Veracruz); stapunquivi, sombra fresca (San Luis Potosí), aguasillo, aromillo, guacatillo, tamarindillo, cañamazo (norte de Oaxaca), guacamayo (Chiapas) y camaronero (Los Tuxtlas, Veracruz). En Centroamérica le llaman algarrobo, ardillo, barba de jolote, cañamazo, cola de chancho, Guacamayo, iguano, lorito, quebracho, sang sang (misquito), tamarindo, tambrám y tuburús (misquito). En Cuba se llama moruro prieto.

## Clasificación y descripción
Árbol de hasta 35 m de altura y 1 m de DAP, fuste recto y cilíndrico que presenta ramas en la base. La copa es rala y dispersa, con follaje verde claro. La corteza es café oscuro a café verdoso. Las hojas son alternas y bipinnadas, y se caracterizan por tener una glandulita entre cada par de pinnas. Las hojas se encuentran compuestas por 10 a 15 pares de hojas secundarias o foliolos primarios, estas a su vez están compuestas por 20 a 40 pares de foliolos secundarios. Los foliolos son enteros y asimétricos. Las flores se agrupan en cabezuelas estas, cabezuelas tienen forma esférica, miden 1.5 a 2 cm, las flores son hermafroditas, de color blanco a crema, miden de 7 a 8 cm largo, tubulares y expandidas en la punta, con pedúnculos de 5-10 cm de largo. El fruto es una vaina retorcida en forma de espiral, de color rojo, dehiscente de aproximadamente 20 a 26 cm de longitud, y contienen 4 a 12 semillas elipsoidales u ovoides, negras y brillantes de 1 a 2 cm de largo, con una hendidura que parte en dos a la semilla, cada semilla, es similar a un frijol, se encuentran colgantes en los frutos maduros.

## Distribución
Su distribución es de México a Ecuador y se encuentra en todos los países de América Central (Belice, Costa Rica, El Salvador, Guatemala, Honduras, Nicaragua, Panamá, Cuba, República Dominicana, Haití, Jamaica, Puerto Rico, Colombia, Ecuador y Perú). En México su distribución es en los estados de San Luis Potosí, Puebla, Guerrero, Veracruz, Tabasco, Colima, Michoacán, Oaxaca y Chiapas.

## Ambiente
Árbol típico del bosque lluvioso tropical, con temperatura media anual de 22 a 26 °C y una precipitación anual de 1600 a ,4000 mm anuales. Se encuentra presente en suelos con buen drenaje, de textura franca, franco arenoso y franco arcilloso, aunque también se desarrolla en suelos de origen ígneo o bien de origen sedimentario calizo que mantengan buena humedad. Árbol típico del bosque lluvioso tropical. Florece de octubre a junio. Los frutos maduran de abril a octubre.

## Estado de conservación
En México no se encuentra en ninguna categoría de protección de la NOM059. Tampoco está en alguna categoría en la lista roja de la IUCN (International Union for Conservation of Nature). Ni en CITES (Convención sobre el Comercio Internacional de Especies Amenazadas de Fauna y Flora Silvestres).

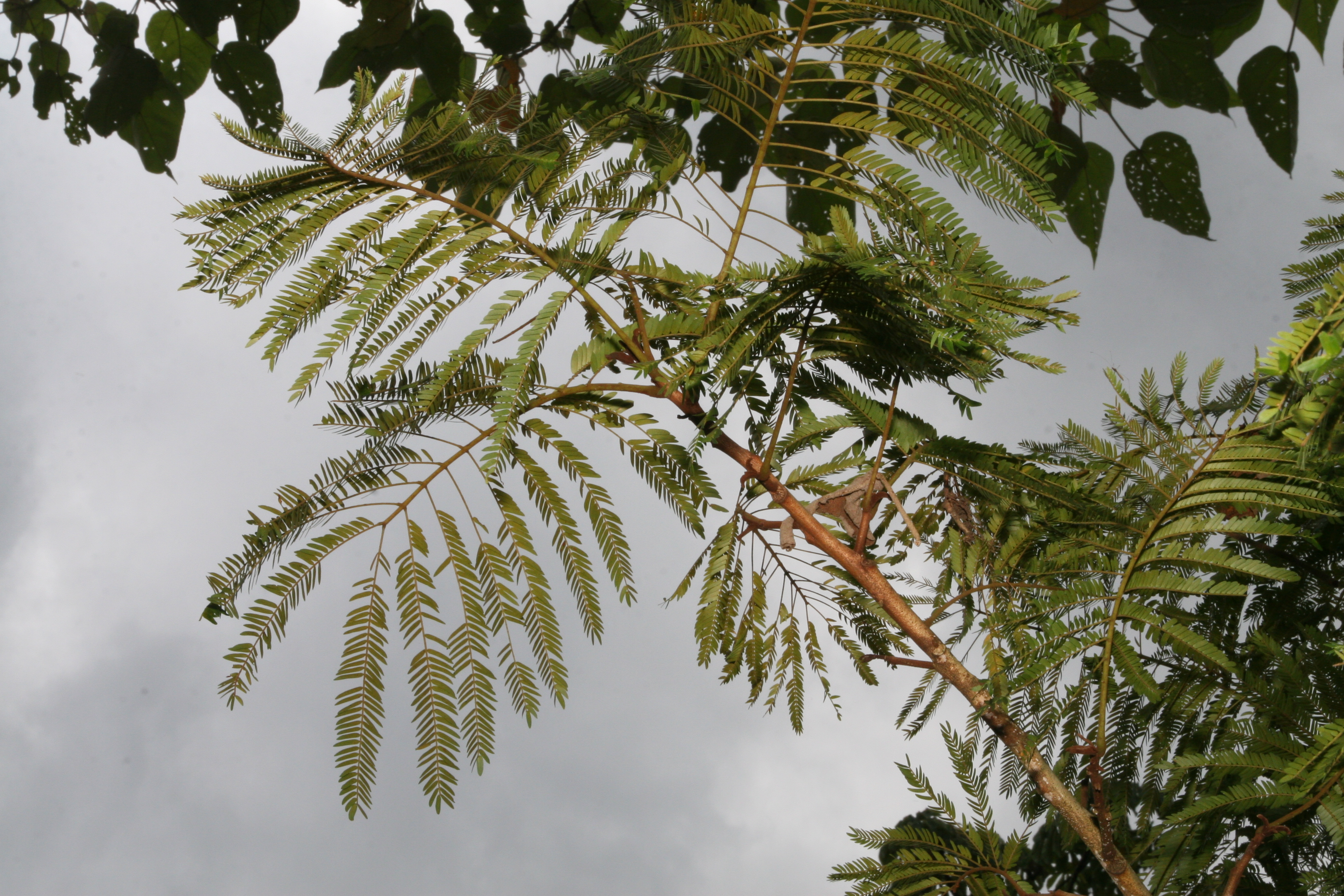
Jardín Botánico Else Kientzler, Sarchi Norte, Costa Rica.
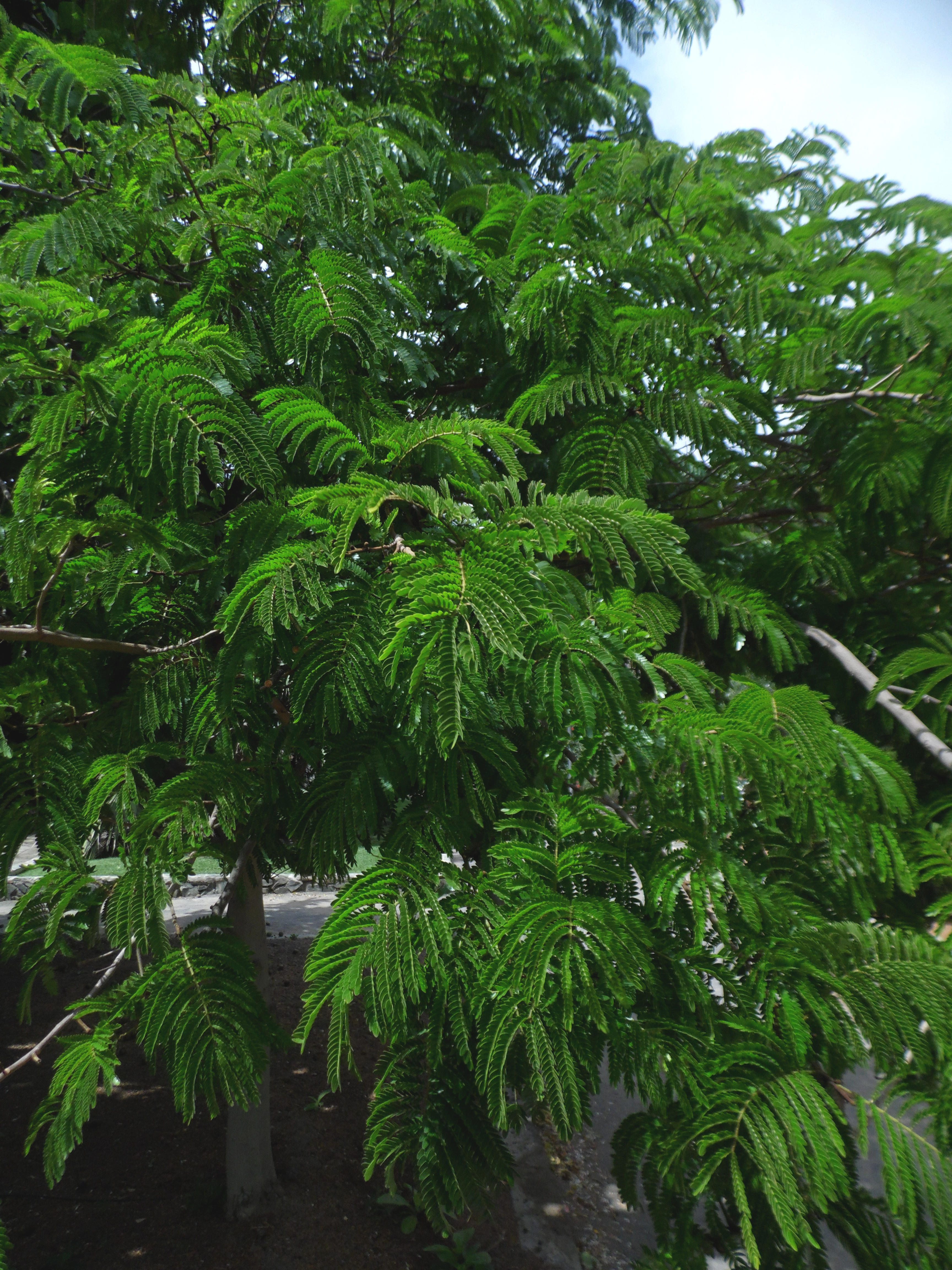
Parque Botánico de Maspalomas (Gran Canaria)
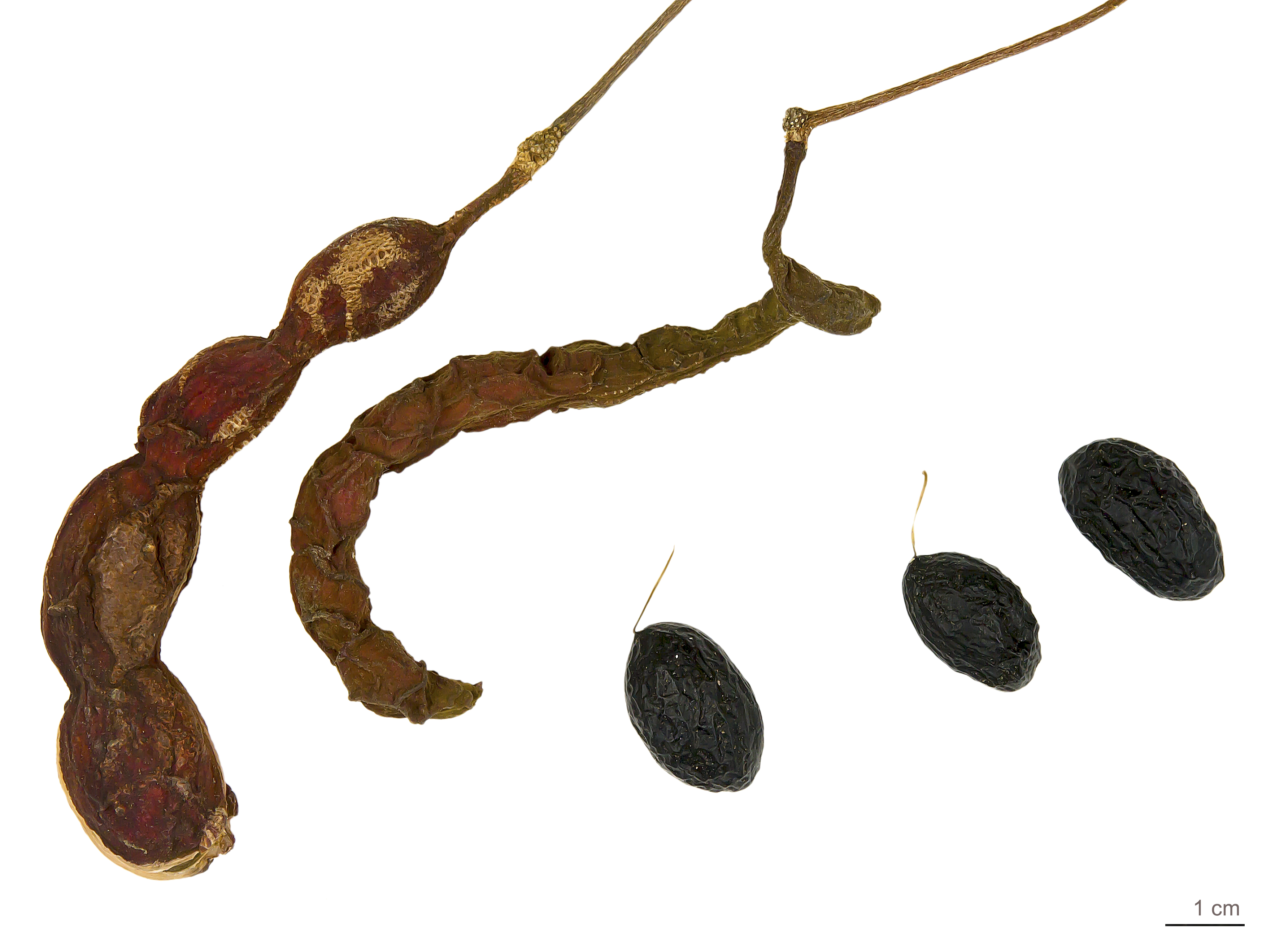
Cojoba arborea - MHNT

## Usos
En setos, forraje y sombra para cultivos. Se usa para estabilizar los cauces fluviales y taludes rocosos. La madera para construcción pesada (horcones, vigas), construcción general (pisos, puertas, marcos para ventanas), ebanistería (muebles, instrumentos musicales, mangos para herramientas), contrachapados, pulpa para papel y postes para cercas. Los árboles de esta especie también son apreciados en proyectos de melicultura y arboricultura. Un kilogramo de frutos contiene aproximadamente 800 semillas. Esta especie la aprovechan desde los 25 hasta los 70 años, con diámetros de 30 cm hasta 1 m y altura de 25 m.